# Millenniumsglocke

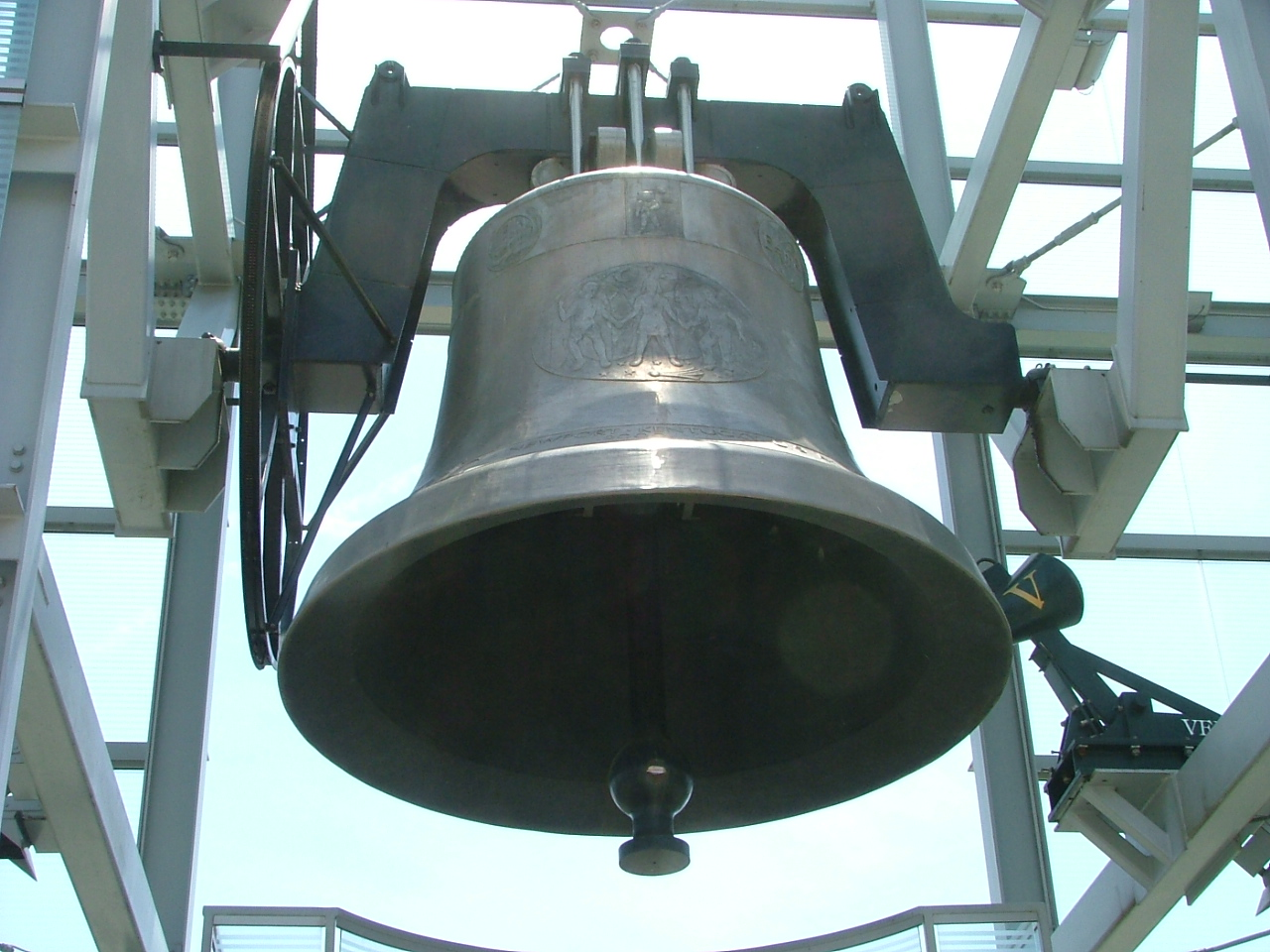
Die World Peace Bell,
aufgenommen am 16. Juli 2006

Die World Peace Bell, auch Millenniumglocke genannt, wurde am 11. Dezember 1998 in Frankreich von der Glockengießerei Paccard gegossen. Die Glocke hängt heute in Newport, Kentucky. Sie wiegt 33.285 kg und hat einen unteren Durchmesser von 3,70 m. Die Glocke ist an einem gekröpften Stahljoch aufgehängt. Auf Grund der atypischen Kröpfung, welche die Rotationsachse in den Schwerpunkt der Glocke verlagert, schwingt die Glocke nicht im klassischen Sinne, sondern kippt um die Rotationsachse.
Wenn sie geläutet wird, schlägt sie 12 Mal pro Minute; jeder Schlag ist bei gutem Wetter bis in ca. 40 km Entfernung zu hören.

## Projektplanung und Herstellung
Ursprünglicher Plan war zunächst im Sommer 1997, die Glocke in Newport, Kentucky herzustellen und dort eine Gießerei zu errichten. Ferner war der Bau eines Jahrtausend-Denkmales geplant, in dem die Glocke zusammen mit einem Carillon hängen sollte. Später wurden diese Pläne verworfen und stattdessen ein kleinerer Glockenturm mit Museum gebaut.
Nach dem Guss der Glocke durch Paccard in der „Altantikgießerei“ („Fonderie de l'Atlantique“) von Joël Archer in Nantes, die riesige Schiffspropeller gießt und über einen entsprechenden Ofen verfügt, wurde sie dann per Schiff über den Atlantik gebracht. Sie kam in New Orleans an und wurde auf einen Lastkahn verladen, der während des Sommers 1999 über den Mississippi und dann den Ohio-Fluss hinauf fuhr. Viele Zwischenstationen wurden entlang der Flüsse für spezielle Feiern eingelegt, bevor sie in Newport, Kentucky ankam. 
Die Glocke wurde am 31. Dezember 1999 eingeweiht und zum ersten Mal mit Anbruch des Jahres 2000 geläutet. Sie wird jeden Tag mittags sowie zu besonderen Anlässen geläutet.

## Technische Daten
| Masse davon: Joch Klöppel | 33.285 kg 07.490 kg 03.120 kg |
| Durchmesser               | 3,70 m                        |
| Material                  | 80 % Kupfer 20 % Zinn         |
| Nominal                   | A (−1)                        |